# Gaudent
Gaudent település Franciaországban, Hautes-Pyrénées megyében. Lakosainak száma 38 fő (2022. január 1.). Gaudent Aveux, Saint-Bertrand-de-Comminges, Créchets, Gembrie és Sacoué községekkel határos.

## Népesség
A település népességének változása:
| Lakosok száma | 46   | 45   | 43   | 39   | 36   | 35   | 35   | 34   | 38   |
|               | 2013 | 2015 | 2016 | 2017 | 2018 | 2019 | 2020 | 2021 | 2022 |